# Morti nel 1644
| Questa pagina contiene informazioni ricavate automaticamente dalle voci biografiche con l'ausilio del template Bio e di un bot. L'aggiornamento è periodico e automatico e ricostruisce completamente la pagina. Se manca una persona in questa lista, sei pregato di non aggiungerla, ma accertati piuttosto che la sua voce biografica contenga il template Bio e che i dati anagrafici siano correttamente compilati. Se il template Bio manca, inseriscilo tu stesso o, in alternativa, metti l'avviso {{tmp\|Bio}} che ne segnala la mancanza. Se i dati riportati sono sbagliati, correggi direttamente la voce biografica; le modifiche saranno visibili in questa lista entro pochi giorni. Per chiarimenti vedi il progetto biografie. La lista contiene solo le 88 persone che sono citate nell'enciclopedia e per le quali è stato implementato correttamente il template Bio. Pagina aggiornata al 5 ott 2024. |

## Gennaio(7)
- 8 gennaio - Michele Monaco, religioso e storico italiano (n. 1574)
- 15 gennaio - Fabrizio Stella, giurista e avvocato italiano (n. 1565)
- 16 gennaio - Carlo Tapia, giurista e nobile italiano (n. 1565)
- 18 gennaio - Benedetto Ubaldi, cardinale e vescovo cattolico italiano (n. 1588)
- 20 gennaio - Stefano Amadei, pittore italiano (n. 1589)
- 25 gennaio - Alessandro Cesarini, cardinale e vescovo cattolico italiano (n. 1592)
- 31 gennaio - Kemankeş Kara Mustafa Pascià, politico e militare ottomano (n. 1592)

## Febbraio(5)
- 5 febbraio - Sforzino Sforza, nobile e militare italiano (n. 1593)
- 7 febbraio - Gaspar Salgado Gayoso, vescovo cattolico spagnolo
- 7 febbraio - Giovanni d'Enrico, architetto e scultore italiano (n. 1559)
- 9 febbraio - Lope Díez de Armendáriz, nobile spagnolo
- 17 febbraio - Johannes van der Beeck, pittore olandese (n. 1589)

## Marzo(6)
- 1º marzo - Giovanni Domenico Sala, medico e nutrizionista italiano (n. 1579)
- 5 marzo - Ferrante Pallavicino, scrittore italiano (n. 1615)
- 12 marzo - Agostino Tassi, pittore italiano (n. 1580)
- 15 marzo - Luisa Giuliana di Nassau, principessa (n. 1576)
- 19 marzo - Guru Har Gobind, mistico indiano (n. 1595)
- 24 marzo - Cecilia Renata d'Asburgo, sovrana (n. 1611)

## Aprile(3)
- 7 aprile - Carlo Carafa, vescovo cattolico e diplomatico italiano (n. 1584)
- 10 aprile - William Brewster, predicatore inglese (n. 1568)
- 25 aprile - Chongzhen, imperatore cinese (n. 1611)

## Maggio(2)
- 24 maggio - Claudio Crispomonti, nobile, scrittore e storico italiano
- 24 maggio - Alfonso III d'Este, nobile e religioso italiano (n. 1591)

## Giugno(6)
- 14 giugno - Paolo Arese, vescovo cattolico e letterato italiano (n. 1574)
- 17 giugno - Anna di Montafià, nobile francese (n. 1577)
- 17 giugno - Giovanni di San Tommaso, presbitero, filosofo e teologo portoghese (n. 1589)
- 18 giugno - Wouter Crabeth II, pittore olandese (n. 1594)
- 19 giugno - Gabriello Puliti, compositore italiano (n. 1583)
- 25 giugno - Thomas Westfield, religioso e teologo inglese (n. 1573)

## Luglio(7)
- 9 luglio - Giulio Savelli, cardinale e arcivescovo cattolico italiano (n. 1574)
- 11 luglio - Joost Schouten, mercante e diplomatico olandese (n. 1600)
- 16 luglio - Giovanni Bilivert, pittore italiano (n. 1585)
- 23 luglio - Giovanni Battista Bertusio, pittore italiano (n. 1577)
- 26 luglio - Clas Fleming, ammiraglio svedese (n. 1592)
- 29 luglio - Jirjis Omaira El Douaihy, patriarca cattolico libanese (n. 1570)
- 29 luglio - Papa Urbano VIII, papa, vescovo cattolico e cardinale italiano (n. 1568)

## Agosto(7)
- 2 agosto - Bernardo Strozzi, pittore e religioso italiano (n. 1581)
- 17 agosto - Giovanna della Scala, nobildonna tedesca (n. 1574)
- 19 agosto - Mario Filonardi, arcivescovo cattolico italiano (n. 1594)
- 24 agosto - Opizzone d'Este, vescovo cattolico italiano (n. 1611)
- 27 agosto - Caterina di Brandeburgo, principessa (n. 1602)
- 29 agosto - Edvige Maria di Sassonia-Lauenburg, nobildonna tedesca (n. 1597)
- 31 agosto - Tomaso Cecchino, compositore italiano

## Settembre(4)
- 7 settembre - Guido Bentivoglio, cardinale, arcivescovo cattolico e storico italiano (n. 1579)
- 8 settembre - Antonio Mira de Amescua, poeta e drammaturgo spagnolo
- 10 settembre - Alessandro II Gonzaga, nobile italiano (n. 1611)
- 13 settembre - Vincenzo Agnello Suardi, vescovo cattolico italiano (n. 1582)

## Ottobre(7)
- 6 ottobre - Elisabetta di Borbone-Francia, regina (n. 1602)
- 19 ottobre - Giovanni Federico del Palatinato-Sulzbach-Hilpoltstein, nobile tedesco (n. 1587)
- 23 ottobre - Carlo Filago, organista e compositore italiano (n. 1589)
- 24 ottobre - Anna Carafa della Stadera, nobildonna italiana (n. 1610)
- 24 ottobre - Marcantonio Mambelli, letterato e gesuita italiano (n. 1582)
- 27 ottobre - Giovan Battista Calandra, pittore italiano (n. 1586)
- 29 ottobre - François Derand, architetto e gesuita francese

## Novembre(4)
- 10 novembre - Luis Vélez de Guevara, drammaturgo spagnolo (n. 1579)
- 19 novembre - Antonio Glielmo, teologo italiano (n. 1596)
- 24 novembre - Deodat del Monte, pittore, architetto e astronomo fiammingo (n. 1582)
- 27 novembre - Francisco Pacheco del Río, pittore spagnolo (n. 1564)

## Dicembre(2)
- 20 dicembre - Alberto di Sassonia-Eisenach, nobile (n. 1599)
- 30 dicembre - Jean Baptiste van Helmont, chimico, fisiologo e medico fiammingo (n. 1579)

## Senza giorno specificato(28)
- Kho Orluk
- Teofane III, arcivescovo ortodosso greco
- Giacomo Albarelli, pittore italiano
- Frang Bardhi, vescovo cattolico albanese (n. 1606)
- Gian Francesco Biondi, scrittore, diplomatico e storico italiano (n. 1572)
- Giovanni Maria Bottalla, pittore italiano (n. 1613)
- Seathrún Céitinn, religioso, poeta e storico irlandese (n. 1569)
- Antonio Comino, architetto italiano
- Fabio Costantini, cantore e compositore italiano
- Calybute Downing, religioso e giurista inglese (n. 1606)
- Guillaume Dupré, medaglista e scultore francese
- Ennio Filonardi, vescovo cattolico italiano (n. 1568)
- William Gascoigne, astronomo inglese (n. 1612)
- George Jamesone, pittore britannico
- Hidari Jingorō, architetto e scultore giapponese (n. 1584)
- Alessandro Leparulo, vescovo cattolico italiano
- Ling Mengchu, scrittore cinese (n. 1580)
- Conall MacGeoghegan, storico e traduttore irlandese
- Georg Marcgrave, astronomo, naturalista e cartografo tedesco (n. 1610)
- Mattheus van Negre, pittore fiammingo
- Leonard Helfried von Meggau, politico e nobile austriaco (n. 1577)
- Pace Pasini, poeta e filosofo italiano (n. 1583)
- Antonia Pinelli, pittrice italiana
- Rhys Prichard, presbitero e scrittore gallese
- Robert Ramsey, organista e compositore inglese
- Claudio Ridolfi, pittore italiano
- George Sandys, viaggiatore britannico (n. 1577)
- Benedetto Zalone, pittore italiano (n. 1595)